# Quadricoma crassicoma
Quadricoma crassicoma är en rundmaskart som först beskrevs av Steiner 1916.  Quadricoma crassicoma ingår i släktet Quadricoma och familjen Desmoscolecidae. Inga underarter finns listade i Catalogue of Life.